# Самка (фільм)
«Самка» — кінофільм режисера Григорія Константинопольського, що вийшов на екрани в 2010 році.

## Зміст
Лариса Добомонова – кореспондентка «Уральських новин», дівчина молода і вперта, вела репортаж про лови снігової людини. У журналістському запалі Лариса підійшла близько до клітки з упійманим. Це, можна сказати, зближення з особою протилежної статі справило на того дуже сильне враження. Сніговий самець розламав клітку, впорався з десятьма охоронцями й утік у гори. Із собою він прихопив «самку», яка йому припала до душі. А Лариса, у свою чергу, не забула прихопити з собою свою телекамеру, за допомогою якої зібрала та зберегла для науки і всього людства безцінну інформацію про унікальний екземпляр чоловічого роду.

## Ролі
| Актор                         | Роль                            |
| ----------------------------- | ------------------------------- |
| Катерина Вілкова              | Лариса Дебомонова — репортер    |
| Олександр Стриженов           | Ваня — снігова людина           |
| Христина Бабушкіна            | Жанна — дружина снігової людини |
| Павло Дерев'янко              | міліціонер                      |
| Юрій Колокольников            | міліціонер                      |
| Костянтин Мурзенко            | мисливець                       |
| Артур Сардана                 | мисливець                       |
| Григорій Константинопольський | мисливець                       |
| Людмила Кирюшина              | -                               |
| Семен Філімонов               | -                               |

## Знімальна група
- Режисер — Григорій Константинопольський
- Сценарист — Григорій Константинопольський
- Продюсер — Сергій Сельянов, Григорій Константинопольський, Олександр Стриженов
- Композитор — Григорій Константинопольський